# Municipio de Belle (Nebraska)
El municipio de Belle (en inglés: Belle Township) es un municipio ubicado en el condado de Holt en el estado estadounidense de Nebraska. En el año 2010 tenía una población de 40 habitantes y una densidad poblacional de 0,43 personas por km².

## Geografía
El municipio de Belle se encuentra ubicado en las coordenadas 42°39′37″N 98°50′38″O / 42.66028, -98.84389. Según la Oficina del Censo de los Estados Unidos, el municipio tiene una superficie total de 93.07 km², de la cual 92,97 km² corresponden a tierra firme y (0,11 %) 0,11 km² es agua.

## Demografía
Según el censo de 2010, había 40 personas residiendo en el municipio de Belle. La densidad de población era de 0,43 hab./km². De los 40 habitantes, el municipio de Belle estaba compuesto por el 97,5 % blancos y el 2,5 % eran de una mezcla de razas. Del total de la población el 0 % eran hispanos o latinos de cualquier raza.